# دیوید جیمز هادسون
دیوید جیمز هادسون (انگلیسی: David J. Hudson; ۱۶ دسامبر ۱۹۴۳ – ۲۱ مهٔ ۲۰۱۱) مهندسی صدا و هنرمند اهل ایالات متحده آمریکا بود. وی همچنین برندهٔ جوایزی همچون جوایز امی ساعات پربیننده شده‌است.